# Cultura de Trinxeres

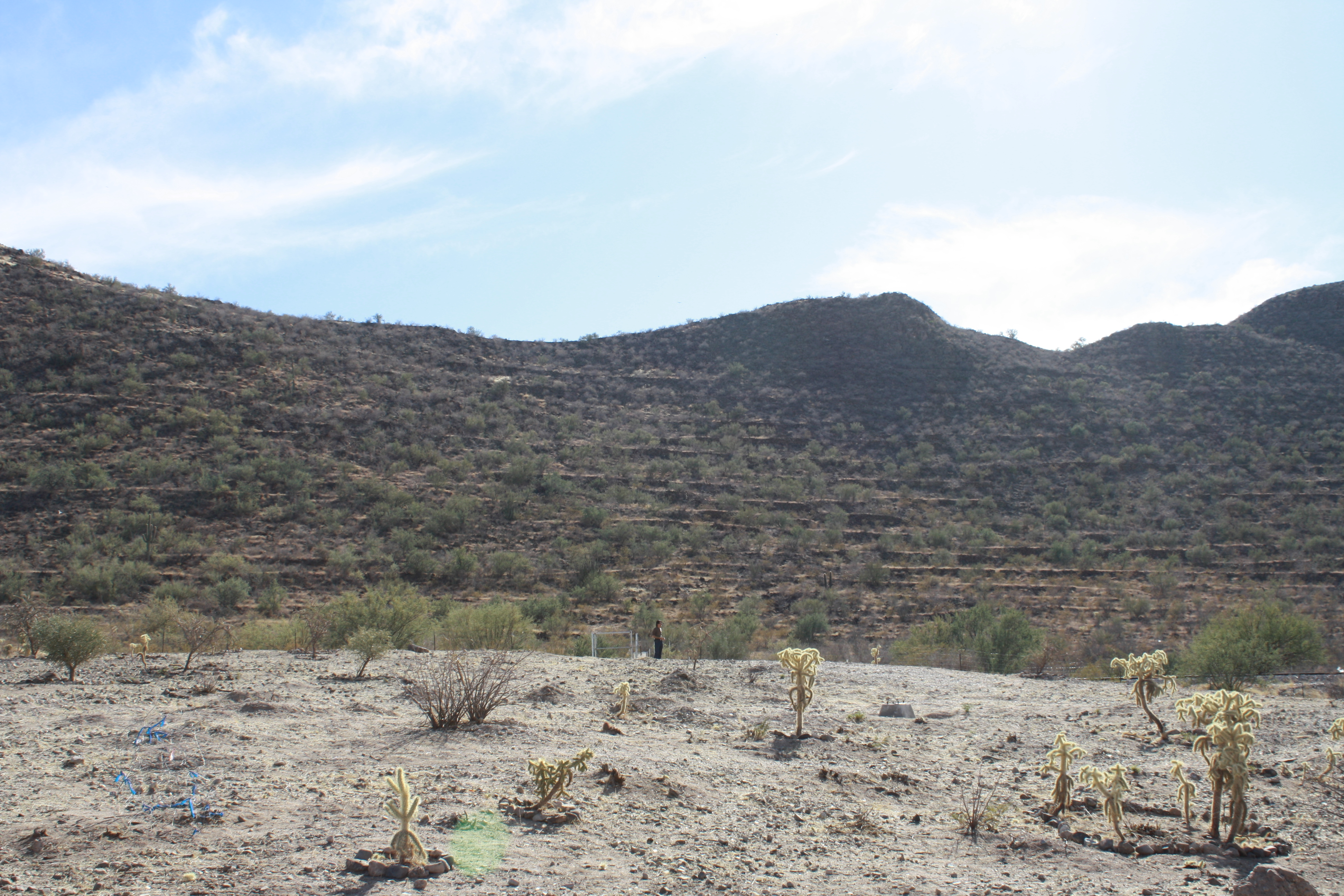
Vista de Cerro de Trinxeres (Sonora), el major lloc conegut de la cultura de Trinxeres. Es concep com a tal a partir del 1989

La cultura de Trinxeres és un complex arqueològic els portadors del qual van viure a la regió nord-oest de Sonora (Mèxic). Es va desenvolupar entre els anys 200 i 1450 d.C. Alguns autors l'associen amb l'àrea Mogollon de Oasisamèrica, encara que és probable que haga rebut també influència dels hohokam. Entre els llocs més coneguts d'aquesta cultura es troba el lloc epònim de Cerro de Trinxeres.

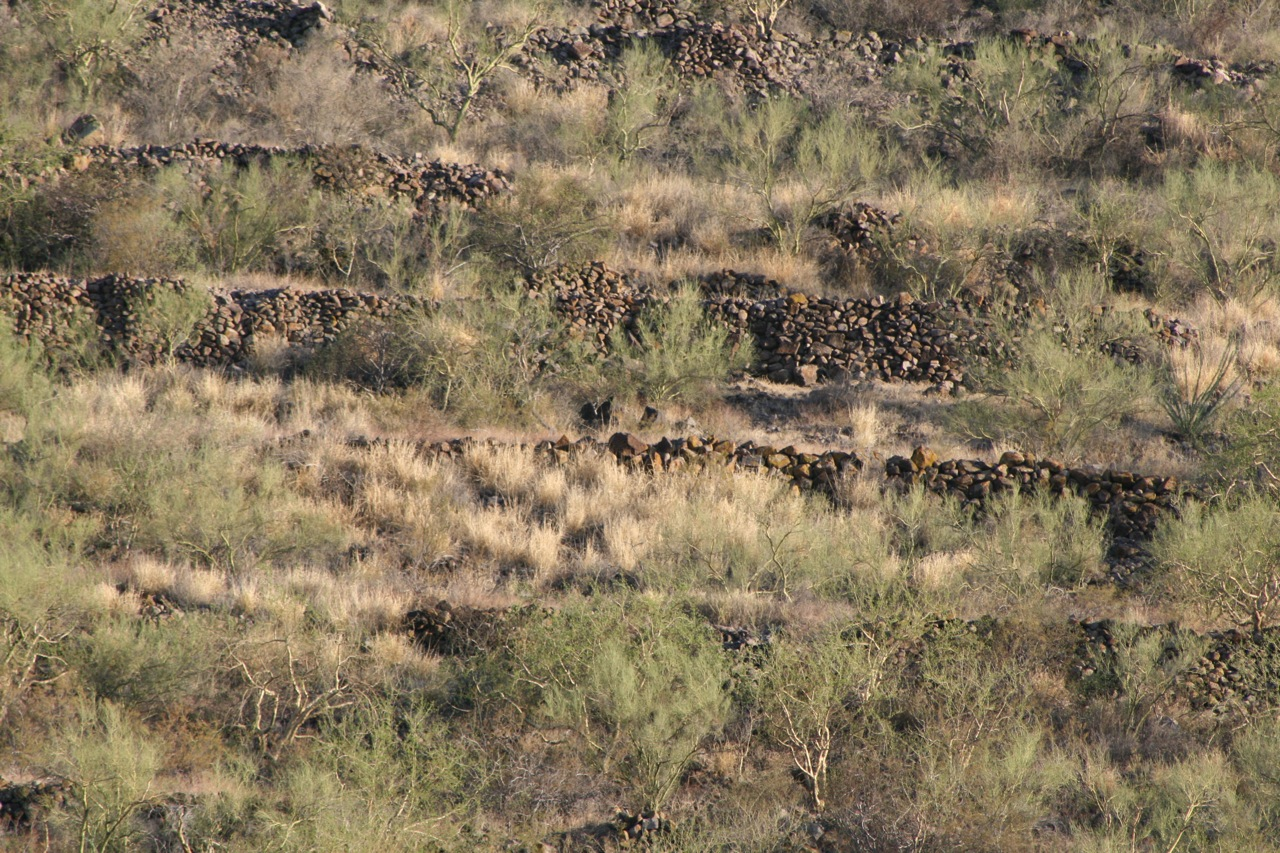
Detall dels murs construïts en el vessant del turó de Trinxeres.

Un dels principals problemes per establir una cronologia de la cultura de Trinxeres és l'escassetat de dades precises sobre l'antiguitat de les restes materials. Monica va proposar una cronologia en quatre estadis que va ser corregida en 1993 per McGuire i Villalpando.